# 神奈川県道60号厚木清川線
神奈川県道60号厚木清川線 （かながわけんどう60ごう あつぎきよかわせん）は、神奈川県厚木市厚木から千頭、飯山温泉を経由し、愛甲郡清川村煤ヶ谷までの全長9.3kmの主要地方道である。全区間、2車線となっている。
通る自治体は厚木市と愛甲郡清川村の二つである。

## 経路
- 厚木市厚木 - 起点
- 厚木市立病院前交差点 - 国道129号、国道246号、国道412号
- 吾妻団地交差点 - 国道412号
- 千頭橋際交差点 - 神奈川県道63号相模原大磯線
  - 飯山温泉
- 清川村尾崎交差点 - 神奈川県道64号伊勢原津久井線 - 終点
- Google マップ